# Canton d'Argenteuil-3
Le canton d'Argenteuil-3 est une circonscription électorale française du département du Val-d'Oise créée par le décret du 17 février 2014. Elle tient lieu de circonscription d'élection des conseillers départementaux et entre en vigueur lors des élections départementales de 2015.

## Histoire
Un nouveau découpage territorial du Val-d'Oise entre en vigueur à l'occasion des premières élections départementales suivant le décret du 17 février 2014. Les conseillers départementaux sont, à compter de ces élections, élus au scrutin majoritaire binominal mixte. Les électeurs de chaque canton élisent au Conseil départemental, nouvelle appellation du Conseil général, deux membres de sexe différent, qui se présentent en binôme de candidats. Les conseillers départementaux sont élus pour 6 ans au scrutin binominal majoritaire à deux tours, l'accès au second tour nécessitant 12,5 % des inscrits au 1er tour. En outre la totalité des conseillers départementaux est renouvelée. Ce nouveau mode de scrutin nécessite un redécoupage des cantons dont le nombre est divisé par deux avec arrondi à l'unité impaire supérieure si ce nombre n'est pas entier impair, assorti de conditions de seuils minimaux. Dans le Val-d'Oise, le nombre de cantons passe ainsi de 39 à 21.
Le nouveau canton d'Argenteuil-3 est formé de communes des anciens cantons de Bezons (1 commune). Il est entièrement inclus dans l'arrondissement de Argenteuil. Le bureau centralisateur est situé à Argenteuil.

## Représentation
| Période élective | Période élective | Mandat | Mandat   | Identité            | Nuance | Nuance | Qualité |
| ---------------- | ---------------- | ------ | -------- | ------------------- | ------ | ------ | --- |
| 2015             | 2021             | 2015   | 2021     | Nicolas Bougeard    |        | PS     | Professeur puis chef d'établissement scolaire Conseiller municipal d'Argenteuil                                      |
| 2015             | 2021             | 2015   | 2021     | Nessrine Menhaouara |        | PS     | Responsable de développement et d'Ingénierie Pédagogique Adjointe au Maire de Bezons, puis maire de la ville en 2020 |
| 2021             | 2028             | 2021   | en cours | Nicolas Bougeard    |        | PS     | Professeur puis chef d'établissement scolaire Conseiller municipal d'opposition d'Argenteuil                         |
| 2021             | 2028             | 2021   | en cours | Nessrine Menhaouara |        | PS     | Maire de Bezons (2020→ ) Vice-présidente de la CA SGBS (2020 → )                                                     |

### Résultats détaillés

#### Élections de mars 2015
À l'issue du 1er tour des élections départementales de 2015, deux binômes sont en ballottage : Nicolas Bougeard et Nessrine Menhaoura (PS, 27,81 %) et Michel Credeville et Caroline Thibaut (FN, 24,08 %). Le taux de participation est de 35,57 % (10 468 votants sur 29 431 inscrits) contre 40,49 % au niveau départemental et 50,17 % au niveau national.
Au second tour, Nicolas Bougeard et Nessrine Menhaoura (PS) sont élus avec 63,62 % des suffrages exprimés et un taux de participation de 38,44 % (6 571 voix pour 11 313 votants et 29 431 inscrits),.

#### Élections de juin 2021
Le premier tour des élections départementales de 2021 est marqué par un très faible taux de participation (33,26 % au niveau national). Dans le canton d'Argenteuil-3, ce taux de participation est de 20,04 % (6 188 votants sur 30 881 inscrits) contre 26,57 % au niveau départemental. À l'issue de ce premier tour, deux binômes sont en ballottage : Nicolas Bougeard et Nessrine Menhaouara (PS, 36,98 %) et Camille Gicquel et Marc Roullier (DVD, 28,32 %).
Le second tour des élections est marqué une nouvelle fois par une abstention massive équivalente au premier tour. Les taux de participation sont de 34,36 % au niveau national, 28,57 % dans le département et 22,22 % dans le canton d'Argenteuil-3. Nicolas Bougeard et Nessrine Menhaouara (PS), conseillers sortants, sont élus avec 59,65 % des suffrages exprimés (3 816 voix pour 6 865 votants et 30 895 inscrits),,.

## Composition
Le nouveau canton d'Argenteuil-3 comprend une commune entière et une fraction de la commune d'Argenteuil :
| Nom                                | Code Insee | Intercommunalité                  | Superficie (km2) | Population (dernière pop. légale)                 | Densité (hab./km2) | Modifier                                    |
| ---------------------------------- | ---------- | --------------------------------- | ---------------- | ------------------------------------------------- | ------------------ | ------------------------------------------- |
| Argenteuil (bureau centralisateur) | 95018      | Métropole du Grand Paris          | 17,22            | Fraction : 35 241 (2022) Commune : 107 135 (2022) | 6 222              | modifier les données · modifier les données |
| Bezons                             | 95063      | CA Saint Germain Boucles de Seine | 4,16             | 34 314 (2022)                                     | 8 249              | modifier les données · modifier les données |
| Canton d'Argenteuil-3              | 9503       |                                   |                  | 69 555 (2022)                                     |                    | modifier les données                        |

La partie de la commune d'Argenteuil comprise dans le canton est celle non incluse dans les cantons d'Argenteuil-1 et d'Argenteuil-2.

## Démographie
En 2022, le canton comptait 69 555 habitants, en évolution de +7,62 % par rapport à 2016 (Val-d'Oise : +4 %, France hors Mayotte : +2,11 %).
| 2013   | 2018   | 2022   |
| ------ | ------ | ------ |
| 60 856 | 65 803 | 69 555 |